# 6 noiembrie
ianuarie • februarie • martie  • aprilie  • mai  • iunie  • iulie  • august  • septembrie  • octombrie  • noiembrie  • decembrie
6 noiembrie este a 310-a zi a calendarului gregorian și a 311-a zi în anii bisecți. Mai sunt 55 de zile până la sfârșitul anului.

## Evenimente

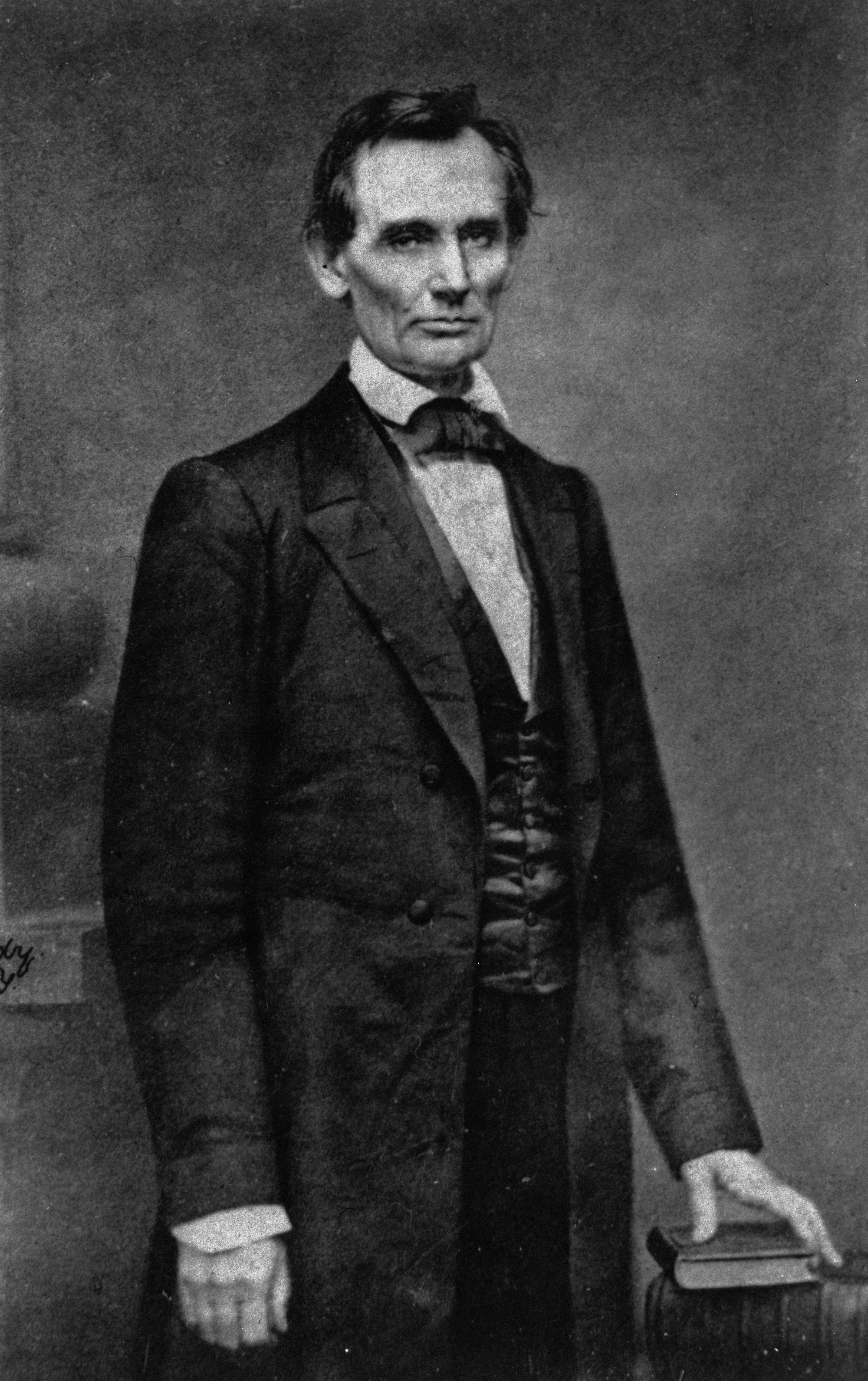
1860: Abraham Lincoln este ales al 16-lea președinte al Statelor Unite, primul republican care deține această funcție.

- 0355: Viitorul împărat Iulian Apostatul este numit caesar de vărul său Constanțiu al II-lea.
- 0447: Un cutremur puternic distruge porțiuni mari din Zidurile Constantinopolului, inclusiv 57 de turnuri.[1]
- 1136: Lothar al III-lea, Împărat Roman interzice în imperiu vinderea iobagilor.
- 1528: Conchistadorul Alvar Nunez Cabeza de Vaca devine primul european care a ajuns pe teritoriul actualului Texas.
- 1632: Războiul de Treizeci de Ani – În Bătălia de la Lützen suedezii sunt învingători însă regele Gustav Adolf al Suediei este ucis.
- 1796: Moartea împărătesei Ecaterina a II-a a Rusiei și urcarea pe tron a fiului ei, Pavel I al Rusiei.
- 1860: Abraham Lincoln este ales al 16-lea președinte al Statelor Unite cu doar 40% din votul popular, învingându-i pe John C. Breckinridge, John Bell și Stephen A. Douglas într-o cursă în patru. Este primul republican care deține această funcție.[2]
- 1888: Benjamin Harrison este ales președinte al Statelor Unite.
- 1917: A izbucnit Revoluția Bolșevică din Rusia.
- 1918: Este proclamată A Doua Republică Poloneză.
- 1919: La Sighișoara este fondat Partidul German din România.
- 1947: În cadrul ședinței Consiliului de Miniștri, se anunță demisia miniștrilor aparținând PNL – Tătărescu.
- 1957: Félix Gaillard devine prim-ministru al Frantei.
- 1984: Ronald Reagan este reales în funcția de președinte al Statelor Unite, învingându-l pe candidatul democrat Walter F. Mondale.
- 1999: În cadrul unui referendum constituțional, australienii resping, în proporție de 54%, instaurarea republicii.
- 2001: Michael Bloomberg este ales primar al New York-ului.

## Nașteri
- 1479: Juana de Castilla, regină a Castilliei (d. 1555)
- 1494: Suleiman Magnificul, sultan al Imperiului Otoman (d. 1566)
- 1550: Karin Månsdotter, regină consort a Suediei (d. 1612)
- 1636: Prințesa Henriette Adelaide de Savoia (d. 1676)
- 1661: Carol al II-lea al Spaniei (d. 1700)
- 1754: Regele Frederic I de Württemberg (d. 1816)
- 1755: Stanisław Staszic, preot catolic, filozof și poet polonez (d. 1826)
- 1786: Jean-Jacques Flatters, sculptor francez (d. 1845)
- 1793: Friedrich Günther, Prinț de Schwarzburg-Rudolstadt (d. 1867)
- 1807: Leonardo Alenza, pictor spaniol (d. 1845)
- 1814: Adolphe Sax (Antoine-Joseph), inventator de instrumente muzicale (saxofon), francez de origine belgiană (d. 1894)
- 1825: Charles Garnier, arhitect francez, cunoscut pentru proiectele pe baza cărora s-au construit Opera din Paris și cazinoul din Monte Carlo (d. 1898)

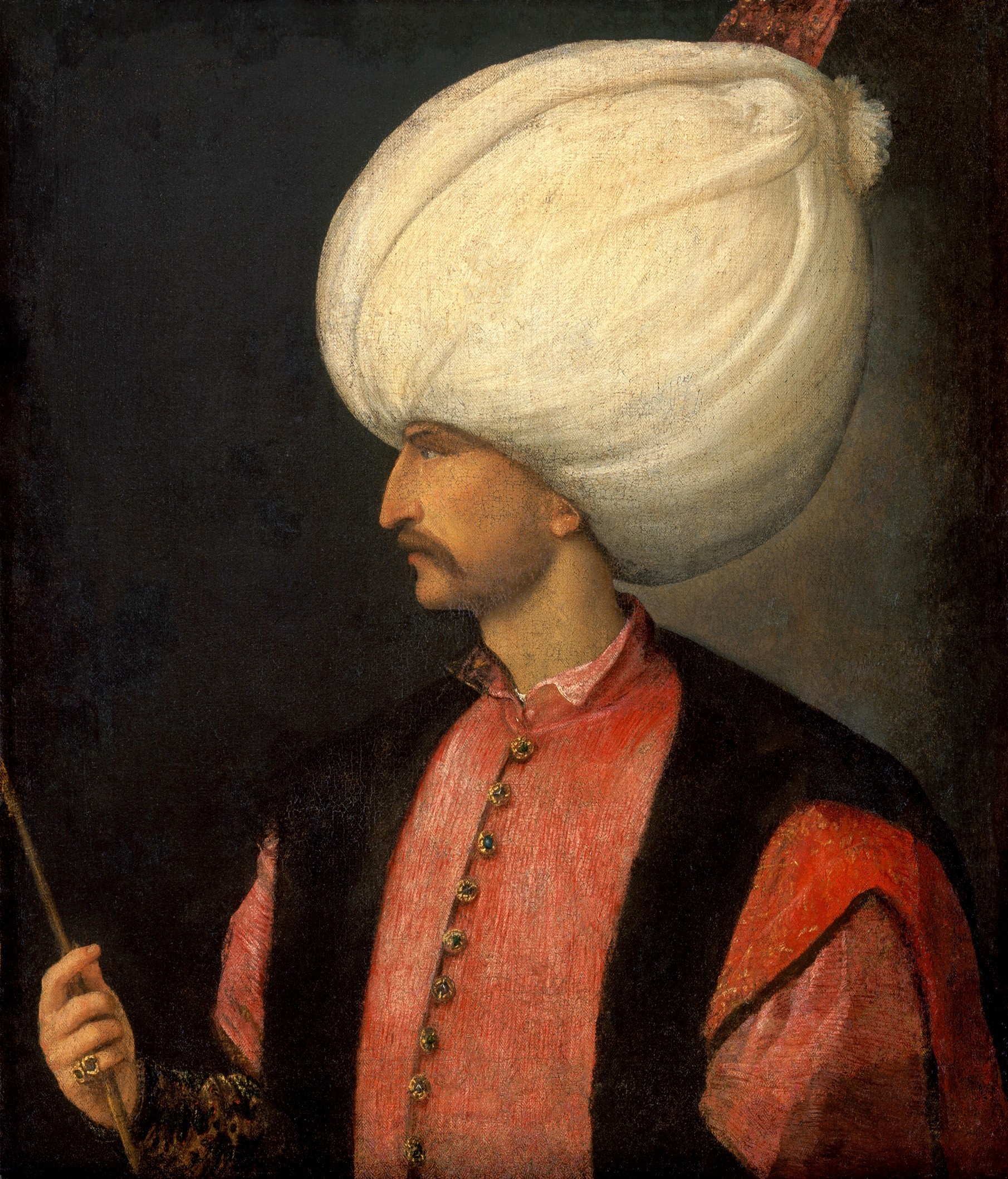
Suleiman Magnificul, sultan al Imperiului Otoman
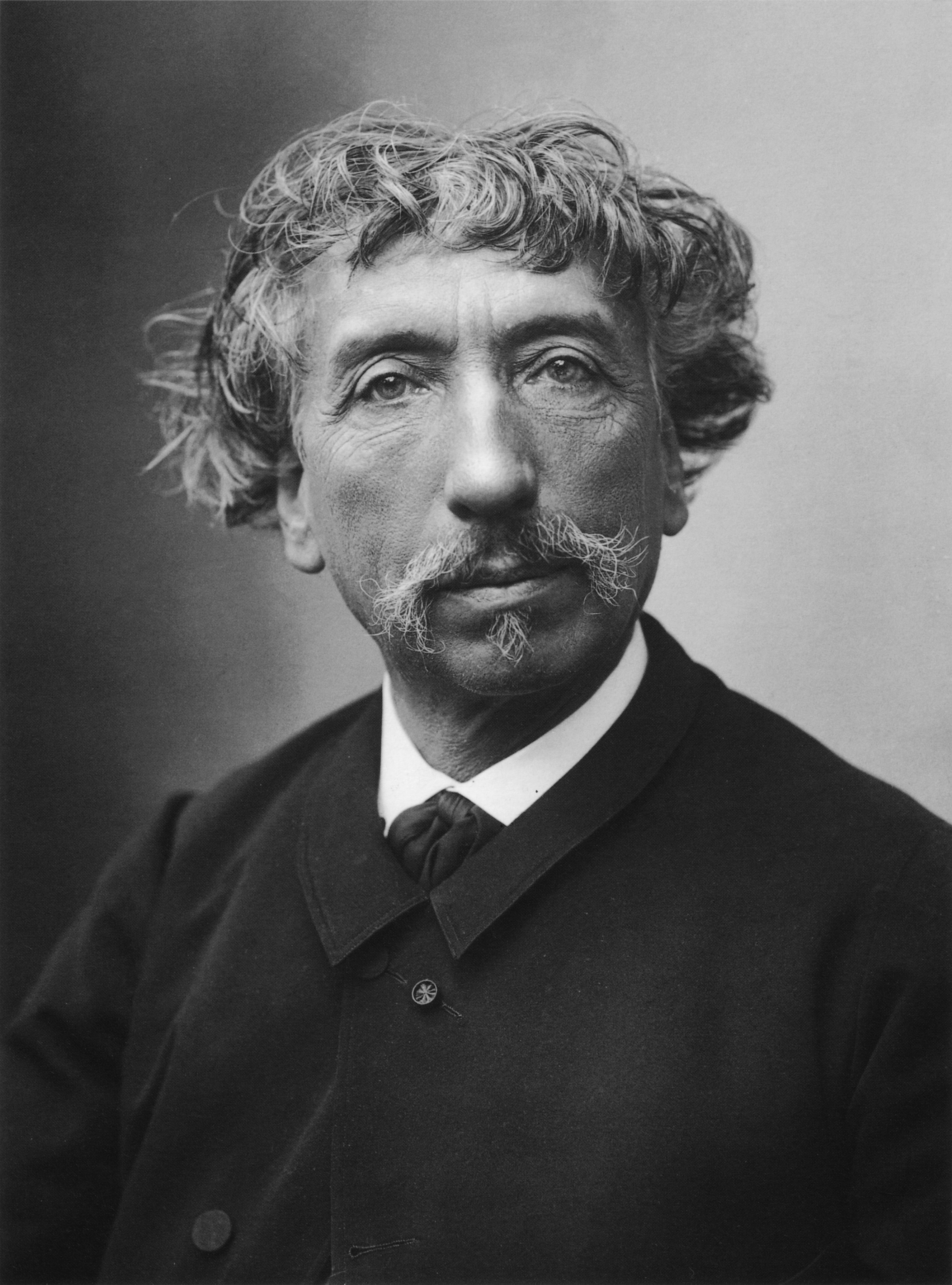
Charles Garnier, arhitect francez
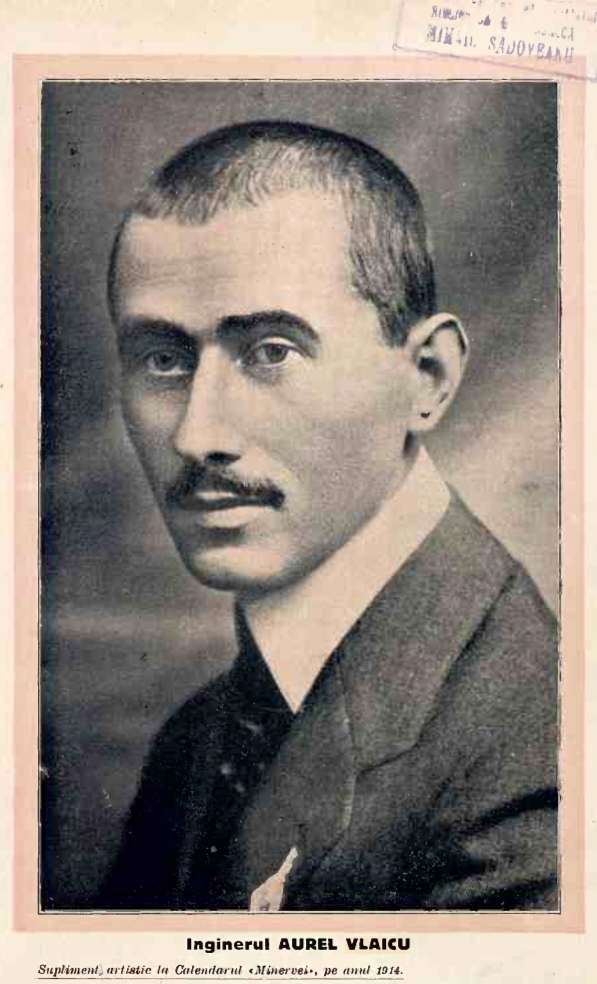
Aurel Vlaicu, inginer și pilot român

- 1833: Jonas Lie, scriitor norvegian (d. 1908)
- 1835: Cesare Lombroso, medic și criminalist italian (d. 1909)
- 1854: John Philip Sousa, compozitor american (d. 1932)
- 1860: Ignacy Jan Paderewski, compozitorul si pianistul polonez (d. 1941)
- 1861: James Naismith, medic și pedagog canadian, inventatorul baschetului (d. 1939)
- 1880: Robert Musil, romancier austriac (d. 1942)
- 1882: Aurel Vlaicu, inginer și pilot român (d. 1913)
- 1884: Manuel Jardim, pictor portughez (d. 1923)
- 1896: Philipp, Landgraf de Hesse, șeful Casei de Hesse (d. 1980)
- 1914: Alexandru Mitru, prozator român (d. 1989)
- 1919: Christoph Probst, membru al Trandafirului alb (d. 1943)
- 1921: James Jones, scriitor american (d. 1977)
- 1925: Michel Bouquet, actor francez (d. 2022)
- 1926: Zig Ziglar, autor american de cărți de literatură motivațională (d. 2012)
- 1929: Christos Sartzetakis, politician grec, președinte al Greciei (1985-1990) (d. 2022)
- 1931: Mike Nichols, regizor american de film (d. 2014)
- 1936: Emil Loteanu, regizor moldovean, regizor filmului Șatra (d. 2003)
- 1938: Dumitru Rusu, pictor român
- 1940: Mihai Zamfir, istoric literar, prozator, critic literar român
- 1943: Petre Geambașu, muzician român
- 1944: Ioan Robu, arhiepiscop romano-catolic de București, membru de onoare al Academiei Române
- 1945: Alexandru Nilca, scrimer român
- 1946: Sally Field, actriță americană
- 1947: Ghennadi Selezniov, politician rus (d. 2015)
- 1947: Alex Ștefănescu, critic literar român
- 1949: Ariel Henry, neurochirurg și politician haitian, prim-ministru interimar (20 iulie 2021 - 24 aprilie 2024)
- 1949: Olga Delia Mateescu, scriitoare, actriță română de teatru și film
- 1952: Michael Cunningham, scriitor american
- 1953: Astrid Fodor, politiciană română
- 1955: Catherine Asaro, scriitoare americană
- 1956: Monica-Mihaela Știrbu, politician român
- 1958: Rodica Bretin, scriitoare română

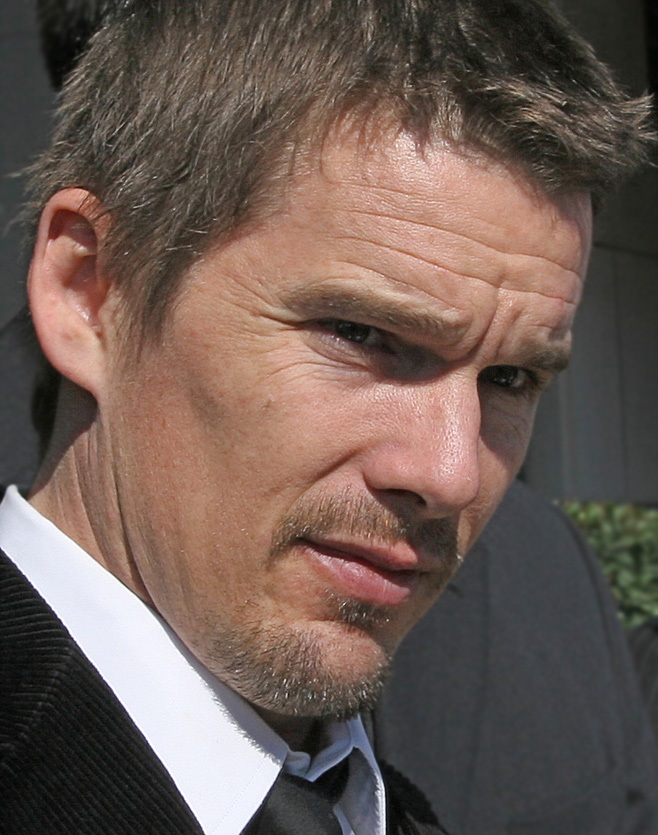
Ethan Hawke, actor american
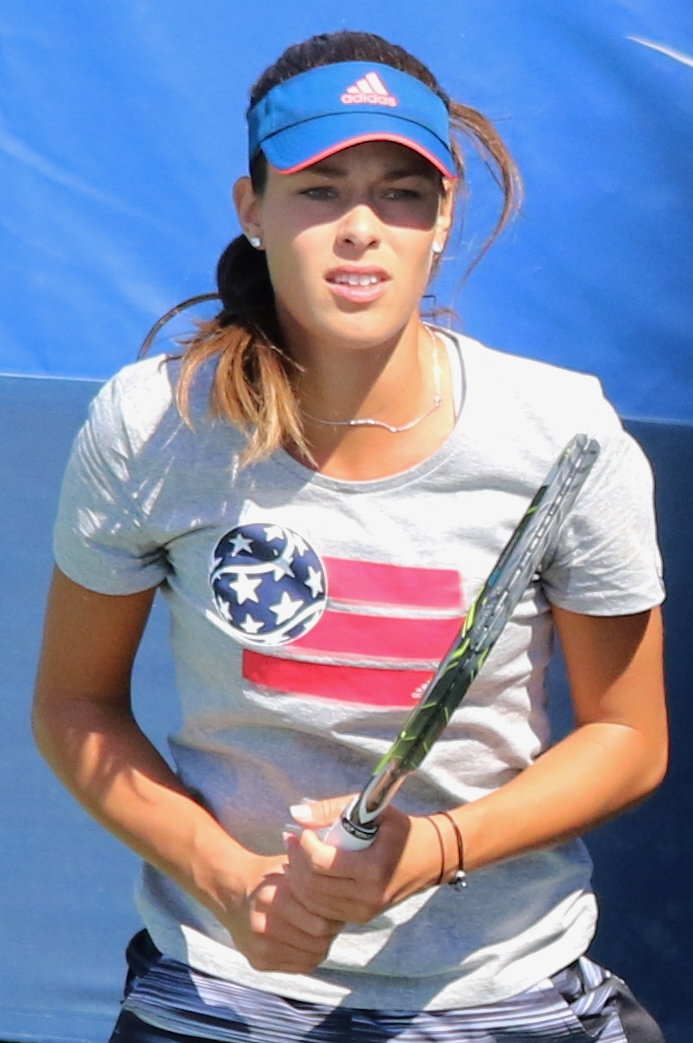
Ana Ivanović, tenismenă sârbă
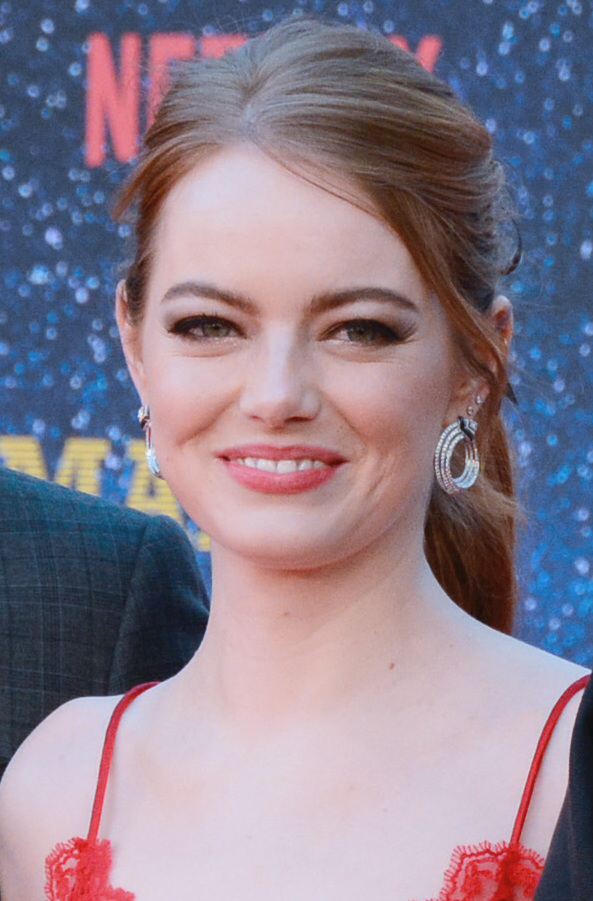
Emma Stone, actriță americană

- 1966: Laurent Lafforgue, matematician francez
- 1969: Ildikó Mincza-Nébald, scrimeră maghiară
- 1970: Ethan Hawke, actor american
- 1971: Luminița Dinu-Huțupan, handbalistă română
- 1971: Laura Flessel-Colovic, scrimeră franceză
- 1972: Rebecca Romijn, actriță americană
- 1976: Cosmin Andron, alpinist român
- 1978: Iana Ciurikova, jurnalistă rusă
- 1978: Bruno Fernandes, fotbalist portughez
- 1981: Michaela Niculescu, actriță și cântăreață română (d. 2013)
- 1983: Ameera al-Taweel, prințesă saudită
- 1986: Thomas De Gendt, ciclist belgian
- 1987: Ana Ivanović, jucătoare sârbă de tenis de câmp
- 1988: Emma Stone, actriță americană
- 1988: Conchita Wurst, cântăreț travestit austriac
- 1989: Jozy Altidore, fotbalist american
- 1990: André Schürrle, fotbalist german
- 1992: Ionuț Dumitru, rugbist român
- 1992: Serghei Marghiev, atlet moldovean
- 1995: André Silva, fotbalist portughez

## Decese
- 1003: Papa Ioan al XVII-lea
- 1406: Papa Inocențiu al VII-lea (n. 1339)
- 1597: Catalina Micaela de Austria, ducesă de Savoia (n. 1567)
- 1612: Henric Frederick, Prinț de Wales (n. 1594)
- 1656: Regele Ioan al IV-lea al Portugaliei (n. 1603)
- 1767: Marie-Josèphe de Saxonia, Delfină a Franței (n. 1731)
- 1771: John Bevis, astronom englez (n. 1695)
- 1793: Louis Philippe al II-lea, Duce de Orléans (n. 1747)
- 1796: Ecaterina a II-a a Rusiei (n. 1729)

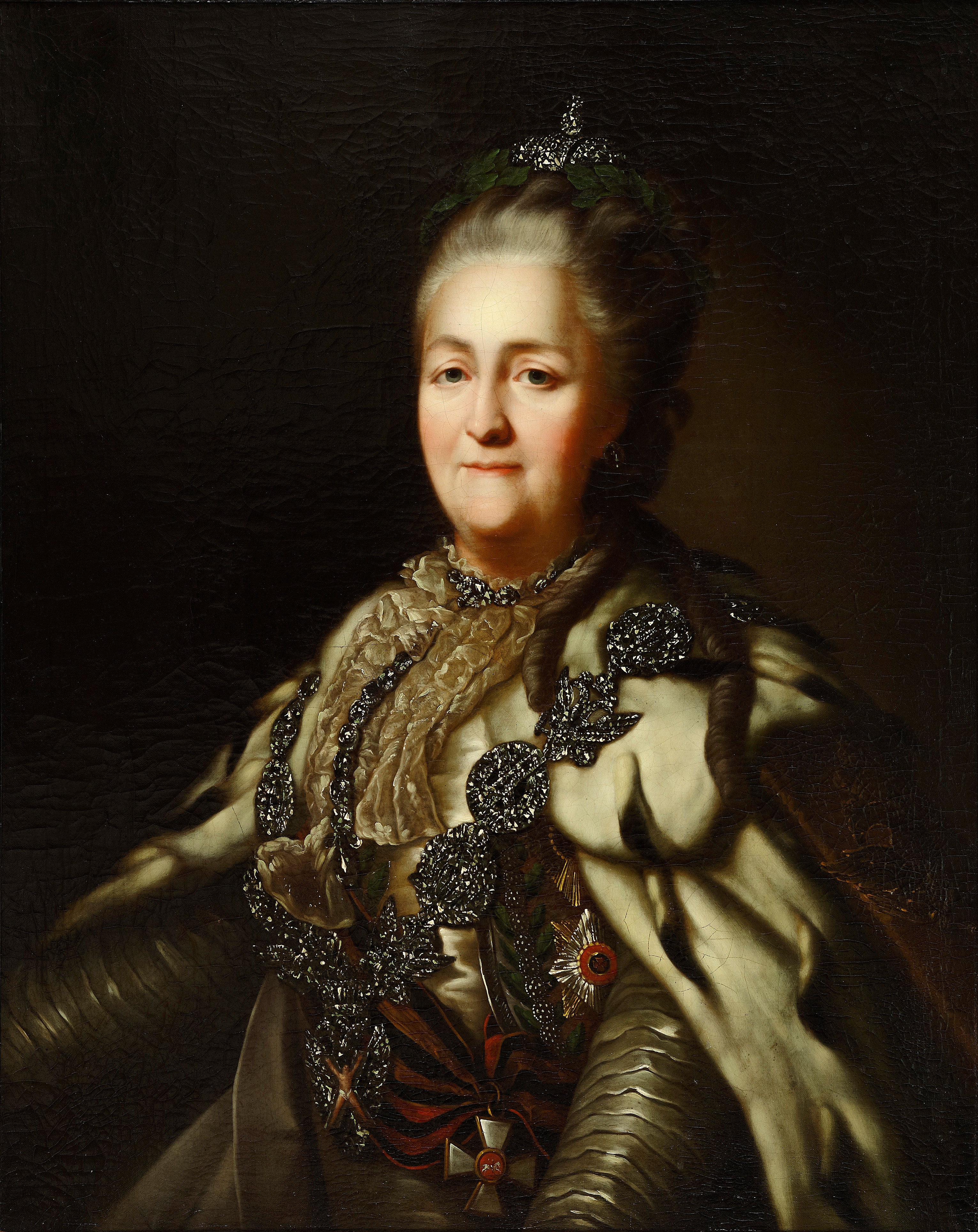
Ecaterina ce Mare a Rusiei
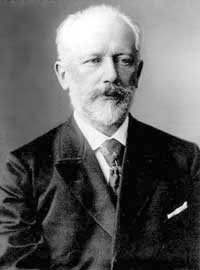
Piotr Ilici Ceaikovski, compozitor rus
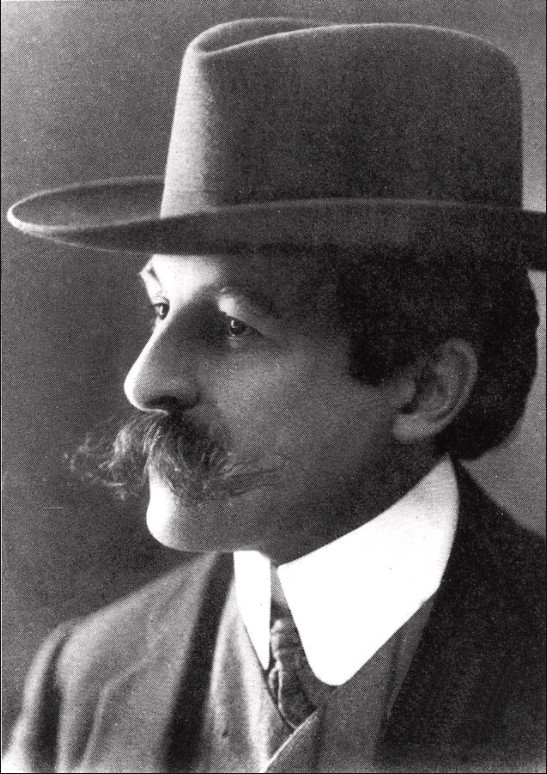
Maurice Leblanc, scriitor francez

- 1816: Carol al II-lea, Mare Duce de Mecklenburg-Strelitz (n. 1741)
- 1817: Prințesa Charlotte Augusta de Wales, Prințesă Leopold de Saxa-Coburg-Saalfeld (n. 1796)
- 1836: Regele Carol al X-lea al Franței (n. 1757)
- 1893: Piotr Ilici Ceaikovski, compozitor rus (n. 1840)
- 1929: Prințul Maximilian de Baden, cancelar al Germaniei (n. 1867)
- 1929: Columbano Bordalo Pinheiro, pictor portughez (n. 1857)
- 1941: Maurice Leblanc, scriitor francez, autor de romane polițiste (n. 1864)
- 1976: Ilie Lazăr, jurist și politician român (n. 1895)
- 1988: Theodor V. Ionescu, fizician și inventator român (n. 1899)
- 1997: Sever Frențiu, pictor și scenograf român (n. 1931)
- 1998: Niklas Luhmann, sociolog german (n. 1927)
- 2005: Petre Sălcudeanu, scriitor român (n. 1930)
- 2012: Patriarhul Maxim al Bulgariei (n. 1914)
- 2013: Dana Comnea, actriță română (n. 1933)
- 2020: King Von, rapper american (n. 1994)
- 2020: Nathan Zach, poet israelian (n. 1930)
- 2021: Doru Dumitru Palade, politician român (n. 1937)
- 2021: Petrică Mâțu Stoian, cântăreț român de muzică populară (n. 1960)
- 2024: Tony Todd, actor american (n. 1954)

## Sărbători
- în calendarul ortodox și greco-catolic: Sf. Pavel Mărturisitorul, patriarh al Constantinopolului (d. 360); Cuv. Luca
- în calendarul romano-catolic: Sfântul Leonard, călugăr (d. 559)
- Ziua internațională pentru prevenirea exploatării mediului în timp de război și conflicte armate